# Saint-Pierre-Brouck

Saint-Pierre-Brouck este o comună în departamentul Nord, Franța. În 1 ianuarie 2022 avea o populație de 983 de locuitori.